# مايك كانون بروكس
مايك كانون بروكس (بالإنجليزية: Mike Cannon-Brookes)‏ (ولد في 17 نوفمبر 1979) هو ملياردير أسترالي، المؤسس المشارك والرئيس التنفيذي المشارك لشركة البرمجيات Atlassian. غالبًا ما يحمل كانون بروكس صفة الملياردير العرضي بعد أن أسس هو وشريكه التجاري سكوت فاركوهار أتلاسيان بهدف بسيط هو تكرار راتب الخريجين النموذجي آنذاك البالغ 48,000 دولار أسترالي في الشركات الكبرى دون الحاجة إلى العمل لحساب شخص آخر.